# ICOGRADA 2000

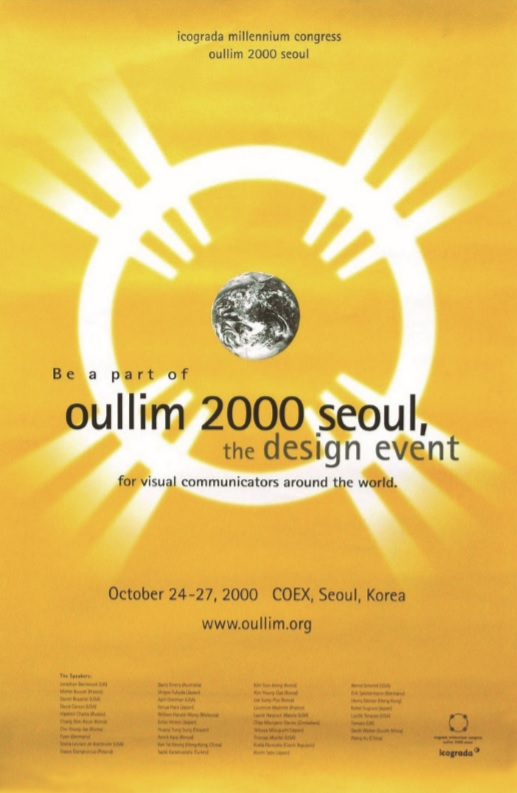
2000년 세계그래픽디자인대회(ICORADA Millennium Congress) 행사 포스터

- ICOGRADA International Council of Graphic Design Association의 약어이다.

'세계그래픽디자인협의회'(ICOGRADA, 현 ico-D)는 세계 각국의 시각디자인 단체들과 기구들이 모여 만든 비영리 국제 민간 조직으로, 1963년 4월 런던에서 설립되었다. 그래픽 디자이너 및 관련 단체들의 교류와 협력, 권익 신장을 목적으로 한 세계 최대 규모의 디자인 단체로, KIDP는 1972년에 가입하였다.

## ICOGRADA 2000
세계그래픽디자인대회는 디자이너들의 국제적인 연대와 정보 교환을 위해 열리는 행사로, 1964년 취리히에서 첫 행사를 가진 뒤 2년마다 세계 각지의 도시에서 열려왔다. 그러나 서울 코엑스에서 2000년 10월에 열린 세계그래픽디자인대회는 이런 관례를 깨고 새천년이 시작되는 2000년에 특별 대회의 형태로 열렸다.
새천년을 맞이하여 열린 대회답게 '큰 조화'와 '어울림'이라는 주제 아래 10월 24일 전야제 행사를 시작으로 3일간 50여 명의 디자이너, 철학자, 경영자, 문화 행동가, 예술가들의 강연과 전시가 이어졌다. 25일 첫째 날 주제는 '동양, 서양', 둘째 날 주제는 '인간, 기술, 자연', 셋째 날 주제는 '과거, 현재, 미래'였다. 세계 18개국에서 초청된 40여 명의 강연자를 비롯해 내외국인 1,500명이 참여한 이 대회는 홍익대 문화벨트에서 마지막 날 여린 '디자이너스 테크노 나이트'에서 다양한 기원 굿과 공연, 패션쇼, 참가자와 일반 시민이 어우러진 거리 축제로 막을 내렸다. 이 행사는 정부와 기업, 행사 주체와의 원활한 협력, 규모, 참여 인원, 강연 내용 등 모든 면에서 역대 세계그래픽디자인대회 중 가장 성공적인 대회라는 평가를 받았다.